# 大喪の礼
大喪の礼（たいそうのれい、旧字体：大喪ノ禮）は、日本の天皇、上皇の国葬であり、国事行為たる皇室儀礼。
日本国憲法下において「天皇（又は上皇）の葬儀」は、皇室典範第25条の規定に基づき国の儀式として執り行われる「大喪の礼」と、皇室の儀式として執り行われる「大喪儀」とに区別される。両者を合わせて「御大喪（ごたいそう）」ともいう。
日本では「大喪（たいそう）」だけで「天皇の崩御と斂葬」を指す（対義語は、天皇の即位を指す「大典、大礼」）。

## 法規
日本国憲法20条3項が政教分離原則を定めることから、国家の宗教的中立性を保つため、国の儀式として行われる「大喪の礼」は、神道や仏教含む特定の宗教による儀式とされない（無宗教）。
皇室の私的な儀式とされた「大喪儀」は、明治天皇以降は皇室祭祀の神道儀礼に則って執り行われている。歴史的に皇室の葬儀は、飛鳥時代・奈良時代 - 江戸時代まで仏教寺院にての仏式の葬儀が行われていたが、1870年（明治3年）1月30日、孝明天皇の三年祭の際に神式が復古され神道式で執り行われるようになった。
現日本国憲法下において「政教分離原則」に基づく区別は、1989年（平成元年）2月24日に行われた昭和天皇の葬儀の時に定められ、皇居から葬場が設営された新宿御苑までの葬列、葬場における儀式の一部、新宿御苑から墓所が設置される武蔵陵墓地までの葬列が「大喪の礼」とされた（平成元年内閣告示第4号『昭和天皇の大喪の礼の細目に関する件』竹下改造内閣）。同時に皇室の私的な儀式として「大喪儀」を行うという形式がとられた。

## 旧皇室典範下

### 明治天皇
1912年（明治45年）7月30日0時43分（実際は7月29日22時43分）、明治宮殿奥宮殿の御常御殿御座所で崩御した明治天皇（第122代天皇）の大喪儀は、同年（大正元年）9月13日から9月15日まで執り行なわれた。
崩御当日の7月30日、政府は一連の大喪事務を管轄する「大喪使（たいそうし）」を宮中に設置。翌7月31日夕刻、遺骸を仮安置した櫬殿（しんでん。明治宮殿奥宮殿の御常御殿御座所二の間に設置）にて天皇、皇后、皇太后以下が大行天皇（たいこうてんのう。亡き先帝）に最後の別れを告げる「御拝親訣（ごはいしんけつ）」が、20時からは遺骸を内槽（内棺）に収める「槻殿の儀（御舟入の儀）」が行われ、諒闇（りょうあん）の期間は1年間と定められた。8月5日には大喪の期日が、8月6日には陵所造営地が「京都府紀伊郡堀内村大字堀内字古城山 伏見城本丸跡」に決まりそれぞれ告示。8月5日には内槽を銅製の御棺（外棺）に密封する「斂棺（れんかん）の儀」が櫬殿で行われた。8月13日には霊柩を槻殿から、大喪当日まで安置する殯宮（ひんきゅう、明治宮殿表宮殿正殿に設置）に遷座する「殯宮移御の儀」が、8月19日には陵所にて「陵所地鎮祭」がそれぞれ挙行された。殯宮では大喪当日まで連日、天皇、皇后、皇族、親族、側近奉仕者、華族、各界代表らが昼夜交代で霊柩に付き添う「殯宮伺候（ひんきゅうしこう）」が続けられた。8月27日、殯宮にて「追号奉告の儀」が行われ、大行天皇は「明治天皇」と諡（おくりな）された。9月11日、陵所が竣功し、「陵所祓除（りょうしょばつじょ）の儀」が、翌9月12日には「埋棺前一日祭」が行われた。
大喪当日の9月13日は9時から、霊代（みたましろ）を向こう1年間奉安する権殿（ごんでん。明治宮殿奥宮殿桐の間に設置）にて「霊代奉安（れいだいほうあん）の儀」、10時から殯宮にて「斂葬当日殯宮祭の儀」を挙行。19時の「轜車（じしゃ）発引の儀」では、霊柩が殯宮から3頭の牛が曳く牛車の轜車に遷座された。20時、1発の号砲を合図に霊柩を乗せた轜車は、78対の松明に導かれ、車副（くるまぞい）の八瀬童子50人が先導し、御棺副将校が左右を護持しつつ明治宮殿表宮殿御車寄を出発。全長5キロメートルに及ぶ鹵簿（ろぼ、行列）は、二重橋、馬場先門、東京商業会議所前、日比谷公園南隅、内幸町、外務省前、虎ノ門、溜池、赤坂見附、青山北町一丁目を経由し、轜車が大日本帝国陸軍練兵場（青山練兵場）の葬場殿に到着したのは22時56分で、鹵簿の最後尾が葬場第一鳥居を通過したのは23時40分だった。
二重橋から馬場先門までは20メートル間隔で高さ6メートルの根越榊（ねごしさかき）10対を立て、榊と榊の間は18メートルの間隔で高さ３メートルのガス篝火（かがりび）を20対配置。宮城から青山練兵場までの葬列沿道にはアーク灯が350基設けられ、陸海軍楽隊がフランツ・エッケルト作曲「哀之極（かなしみのきわみ）」を奉楽した。
「葬場殿の儀」は23時15分から翌9月14日0時45分まで執り行われ、葬場殿に御饌（みけ）21台を献じ、幣物（へいもつ）を供えた。霊柩の前に進んだ天皇が拝礼し御誄（おんるい）を読むと、宮城から発する号砲に合わせ市民は一斉に黙祷・遥拝をした。14日1時40分、霊柩は葬場殿から仮設の軌道の上を手押車で移動し、青山仮停車場の霊柩列車（明治天皇大喪用に新製）に遷座され、列車は2時、天皇、皇后らに見送られを青山仮停車場を発車した。大喪列車は3時に品川駅、8時に静岡駅、正午に名古屋駅、13時43分に大垣駅、16時30分に京都駅を通過し、17時10分に桃山仮停車場に到着した。
桃山仮停車場では八瀬童子104人が奉迎し、霊柩列車から桃山駅仮屋内に仮安置された霊柩は駕輿丁（かよちょう）の八瀬童子が担ぐ輿の葱華輦（そうかれん）に遷座され「陵所の儀」が開始。鹵簿は18時30分に桃山仮停車場を出発し、19時35分に陵所の祭場殿に到着した。霊柩は葱華輦より祭場殿に遷座されると、そのまま御宝壙（ごほうこう）傾斜軌道（インクライン）で陵墓玄室の真上に設けられた仮設建造物・御須屋（おすや）に引き上げられ、9月15日午前7時、霊柩を玄宮（玄室）の石槨に埋葬する「陵所の儀・埋柩の儀」を完了。9時から「陵所の儀・陵前祭」を挙行し、9時55分に3日間の大喪の儀式はすべて終了した。同日、明治天皇陵は「伏見桃山陵」と命名された。石槨に納める陵誌は伏見宮貞愛親王の染筆。
青山葬場殿と轜車は9月15日から11月6日まで、桃山祭場殿は9月18日から11月3日までそれぞれ一般拝観に供された。。明治天皇大喪で用いた轜車は現在、東京国立博物館が保管している。11月6日には明治宮殿で「権殿百日祭」、伏見桃山陵で「陵所百日祭」が行われ、「陵所百日祭」には天皇が行幸し参拝。11月8日に大喪使は廃止された。
1913年（大正2年）7月30日、明治宮殿奥宮殿の御常御殿御座所二の間にて「一周年祭権殿の儀」、伏見桃山陵にて「一周年祭山陵の儀」、7月31日、宮中三殿にて「一周年祭後一日大祓（おおはらい）の儀」、8月2日、宮中三殿にて「霊代奉遷皇霊殿渡御の儀」「皇霊殿親祭の儀」がそれぞれ行われ、明治天皇の御霊を権殿から宮中三殿の皇霊殿に奉遷・合祀し、1年間にわたる殯（もがり）の儀式は幕を閉じた。
皇太后名代（葬場殿の儀）は竹田宮恒久王妃昌子内親王、天皇名代（陵所の儀）は閑院宮載仁親王、皇后名代（陵所の儀）は閑院宮載仁親王妃智恵子、皇太后名代（陵所の儀）は東伏見宮依仁親王妃周子。
大喪使総裁は伏見宮貞愛親王、大喪使副総裁は渡辺千秋、大喪使祭官長は鷹司熙通、大喪使祭官副長は正親町実正と万里小路通房。

#### 主な国の特派使節
諸外国の王族・特派使節の一覧は、1912年（大正元年）9月14日付『官報』号外に掲載されている。国旗および役職名は1912年当のもので、氏名・役職名は『官報』の記載に準じる。
| ドイツ帝国 ハインリヒ親王                                 | イギリス アーサー・オブ・コンノート親王                           | スペイン王国 ドン・アルフォンソ・デ・オルレアン・イ・ボルボン親王 | アメリカ合衆国 特派大使ノックス                                                           |
| フランス 特派大使ジョルジュ・ルボン                       | ロシア帝国 特派大使ニコラス・マレヴスキー・マレヴィッチ           | イタリア王国 特派大使侯爵グイッチョリ                             | オーストリア＝ハンガリー帝国 特派大使男爵ラヂスラス・ミュルレル・ド・スツェントギオルギー |
| スウェーデン · 特派使節グスタフ・オスカル・ワルレンベルク | メキシコ 特派使節ドン・ラモン・ゼー・バチエコ                     | オランダ 特派使節ジャン・ヘルマン・ファン・ロイエン               | スイス 特派使節フェルヂナンド・サリス                                                     |
| シャム 特派使節プラチャムノン・ヂターカー                 | ベルギー 特派使節伯爵ジオルジュ・ドラ・ファイユ・ド・ルヴェルゲム | チリ · 特派使節アルフレッド・イララサウアル・サニヤルツ           | デンマーク · 特派使節伯爵ペー・アーレフェルト・ラウルフィッグ                             |
| ノルウェー · 特派使節ベー・アンケル                       | アルゼンチン 特派使節フランシスコ・オルチス                       | ブラジル 特派使節グスタヴオ・デ・ヴィアンナ・ケルシュ             | ポルトガル 特派使節ヘンリケ・オーコンノル・マルチンス                                     |

この他、イギリスの中国艦隊から、海軍儀仗兵500名が派遣された。

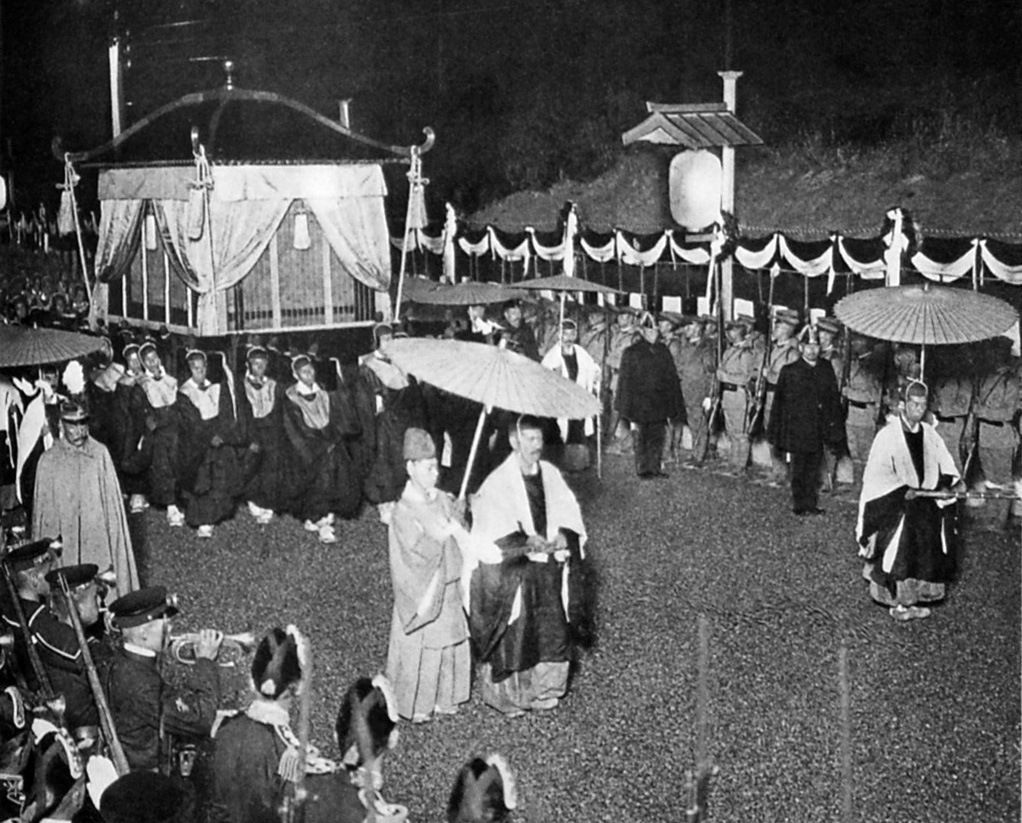
明治天皇の大喪の礼（伏見桃山御陵）

### 大正天皇
1926年（大正15年）12月25日1時25分に葉山御用邸付属邸御座所で崩御した大正天皇（第123代天皇）の大喪儀は、1927年（昭和2年）2月7日から翌2月8日にかけて執り行われた。
崩御当日の12月25日3時15分、掌典長九条道実が宮中三殿で践祚を奉告すると同時に、葉山御用邸附属邸謁見所では「剣璽渡御の儀」が行われ、皇太子裕仁親王が皇位を継承した。同日、政府は一連の大喪事務を管轄する「大喪使」を宮中に設置。大行天皇（亡き先帝）の遺骸を載せた霊柩車（自動車）は12月27日16時55分に葉山御用邸を出発し、17時30分に逗子駅に到着。遺骸は霊柩列車（初代3号御料車を改造）に遷座し、皇太后同乗の霊柩列車は19時5分に原宿駅宮廷ホームに到着。遺骸を遷座された霊柩車（自動車）は鹵簿を整えて20時20分、宮城の明治宮殿に到着した。
同日、遺骸を仮安置する櫬殿が明治宮殿表宮殿豊明殿に設置され、天皇、皇后、皇太后以下が大行天皇に最後の別れを告げる「御拝親訣」、遺骸を内槽に収める「槻殿の儀（御舟入の儀）」が行われた。12月28日10時30分、天皇、皇后は明治宮殿表宮殿正殿で「践祚後朝見の儀」を執り行った。
1月3日には陵所造営地が「東京府南多摩郡横山村大字下長房字龍ヶ谷戸」に、1月4日には大喪が2月7日に新宿御苑で挙行することがそれぞれ正式に決まり告示。1月5日、霊柩を槻殿から、大喪当日まで安置する殯宮（明治宮殿正殿に設置）に遷座する「殯宮移御の儀」を実施。殯宮では大喪当日まで連日、天皇、皇后、皇太后、皇族、親族、側近奉仕者、華族、各界代表らが昼夜交代で霊柩に付き添う「殯宮伺候」が続けられた。
1月17日「斂葬前殯宮拝礼の儀」を実施。同日午後4時45分、英国留学中だった秩父宮雍仁親王が帰国し東京駅に到着、そのまま参内。1月19日、殯宮にて「追号奉告の儀」が行われ、大行天皇は「大正天皇」と諡（おくりな）された。1月23日 13時、外国使臣の殯宮拝礼が行われた。1月29日には、1920年（大正9年）4月から約7年間フランス留学中だった東久邇宮稔彦王が帰国。2月4日10時30分、天皇が大喪儀に参列する外国使臣と夫人を明治宮殿で謁見した。
大喪当日の2月7日は9時から、霊代を向こう1年間奉安する権殿（明治宮殿奥宮殿表御座所に設置）にて「霊代奉安の儀」、10時から殯宮にて「斂葬当日殯宮祭の儀」を挙行。17時30分からの「轜車発引の儀」で、霊柩が殯宮から牛車の轜車に遷座される。18時、1発の号砲を合図に霊柩を乗せた轜車は明治宮殿表宮殿御車寄を出発。鹵簿は二重橋、馬場先門、日比谷、東京府立第一中学校（現・東京地方検察庁）前、司法省前、海軍省前、内幸町、虎ノ門、溜池、赤坂見附、青山御所前、青山北町一丁目、信濃町橋を経由し、轜車が新宿御苑の葬場殿に到着したのは20時30分だった。20時には東京港の海軍軍艦から48発の分時号砲が鳴らされた。
「葬場殿の儀」は21時20分から23時まで実施。23時35分、葬場殿から葱華輦に遷座された霊柩は新宿御苑仮停車場の霊柩列車（大正天皇大喪用に新製）に移される。霊柩列車は翌2月8日0時15分に新宿御苑仮停車場を発車し、1時35分に東浅川仮停車場に到着。列車から再び葱華輦に遷座された霊柩は、2時15分に東浅川仮停車場を出発し、2時45分、陵所に設けた祭場殿に到着。そのまま「陵所の儀」が始まり、6時15分、霊柩を玄宮の石槨に埋葬する「陵所の儀・埋柩の儀」を完了した。同日、大正天皇陵は「多摩陵」と命名された。石槨に納める陵誌は閑院宮載仁親王の染筆。
新宿御苑葬場殿と轜車は2月9日から2月28日まで、多摩陵祭場殿は2月13日から、霊柩列車は2月13日から4月4日まで東浅川仮停車場でそれぞれ一般拝観に供された。大正天皇大喪で用いた轜車は現在、宮内庁が保管している。5月7日には明治宮殿で「権殿百日祭」、多摩陵で「陵所百日祭」が行われ、「陵所百日祭」には天皇が行幸し参拝。6月30日に大喪使は廃止された。
12月25日、明治宮殿奥宮殿表御座所にて「一周年祭権殿の儀」、多摩陵にて「一周年祭山陵の儀」、宮中三殿にて「霊代奉遷皇霊殿渡御の儀」「皇霊殿親祭の儀」、12月26日、宮中三殿にて「一周年祭後一日大祓の儀」がそれぞれ行われ、大正天皇の御霊を権殿から宮中三殿の皇霊殿に奉遷・合祀し、1年間にわたる殯の儀式は幕を閉じた。
皇太后名代（葬場殿の儀）は東伏見宮依仁親王妃周子、天皇名代（陵所の儀）は秩父宮雍仁親王。
大喪使総裁は閑院宮載仁親王、大喪使長官は一木喜徳郎、大喪使次官は関屋貞三郎と塚本清治、大喪使祭官長は一条実孝、大喪使祭官副長は柳原義光と清水谷実英。

#### 特派大使・特派使節
諸外国の特派使節の一覧は、『大正天皇大喪紀要』（外務省外務大臣官房人事課篇・1927年5月刊行）に掲載されている。国旗および役職名は1927年当時のもので、氏名・役職名は『紀要』の記載に準じる。
| ドイツ国 特派大使ウィルヘルム・ゾルフ（駐日大使）                           | イギリス 特派大使サー・ジョン・アントニー・セシル・ティレー（駐日大使） | スペイン王国 特派大使ドン・ペドロ・カルティン・イ・デル・サス・カバイエロ（駐日公使） | アメリカ合衆国 特派大使チャールス・マクヴェー（駐日大使）                     |
| フランス 特派大使ポール・ルイ・シャール・クローデル（駐日大使）             | ベルギー 特派大使アルベール・ド・バッソムピエール（駐日大使）           | イタリア王国 特派大使ヂュユリオ・デラ・トレ・ラバーニア（駐日大使）                   | オランダ 特派大使イエー・セー・バブスト（駐日公使）                           |
| 中華民国 特派大使 汪栄宝（駐日公使）                                        | ペルー 特派大使ドン・マヌエル・エリアス・ボンヌメーゾン（駐日公使）     | シャム 特派使節フィア・チャムノン・ヂターカー（駐日公使）                             | スウェーデン · 特派使節オスカル・アントン・ヘルマン・エーウェロフ（駐日公使） |
| チェコスロバキア 特派使節ドクトル・ジョセフ・スワグロウフスキー（駐日公使） | ポルトガル 特派使節ジョゼ・ダ・コスタ・カルネイロ（駐日公使）           | チリ · 特派使節ドン・ペドロ・リヴァノス・ヴィクニ（駐日公使）                         | アルゼンチン 特派使節ドクトル・マリオ・ルイス・デ・ロス・リアノス（駐日公使） |
| メキシコ 特派使節ホセ・ヴァスケス・スキアフィーノ（駐日公使）               | フィンランド 特派使節グスターフ・ジョン・ラムステッド（駐日代理公使）   | トルコ 特派使節フウルウッシ・フウアド・ベイ（駐日代理公使）                           | ソビエト連邦 特派使節グレゴワール・べセドウスキー（駐日臨時代理公使）         |
| ブラジル 特派使節シルヴォ・ランヘル・デ・カストロ（駐日臨時代理公使）       | スイス 特派使節アルフレッド・ブリュンネル（駐日臨時代理公使）           | ポーランド 特派使節ヴァツアウ・イエンヂェエウィッチ（駐日臨時代理公使）               | ノルウェー · 特派使節エル・グロエンヴォルド（駐日臨時代理公使）               |
| デンマーク · 特派使節アイナル・ヴェルウム（駐日臨時代理公使）               | バチカン ローマ教皇特派使マリオ・ヂャルディニー大司教（駐日教皇公使）   |                                                                                       |                                                                               |

この他、イギリスの陸軍代表エル・アール・ヒル中佐、十四省討賊聯軍総司令・呉佩孚の幕僚温世珍、オランダ海軍軽巡洋艦スマトラ艦長コンクヘール・ショーレル大佐、東京横浜駐在各国領事らが参列した。

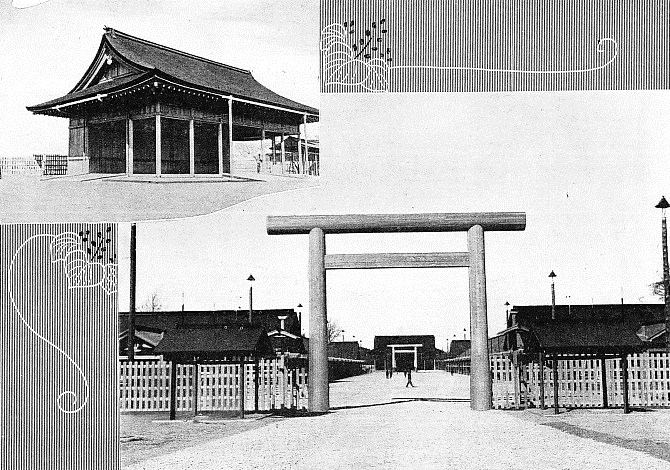
大喪儀が行われた葬場殿。
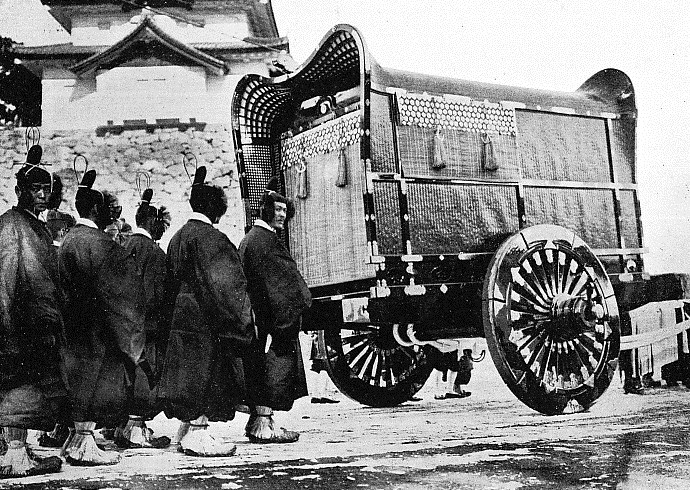
轜車（大正天皇の霊柩車になる牛車）。

## 現行皇室典範下

### 根拠法令
「皇室典範」（昭和22年法律第3号、昭和22年1月16日公布）
第四章　成年、敬称、即位の礼、大喪の礼、皇統譜及び陵墓
第二十五条　天皇が崩じたときは、大喪の礼を行う。
第二十六条　天皇及び皇族の身分に関する事項は、これを皇統譜に登録する。
第二十七条　天皇、皇后、太皇太后及び皇太后を葬る所を陵、その他の皇族を葬る所を墓とし、陵及び墓に関する事項は、これを陵籍及び墓籍に登録する。
附　則
③　現在の陵及び墓は、これを第二十七条の陵及び墓とする。
④　この法律の特例として天皇の退位について定める天皇の退位等に関する皇室典範特例法（平成29年法律第63号）は、この法律と一体を成すものである。
「天皇の退位等に関する皇室典範特例法」（平成29年法律第63号、平成29年6月16日公布）
（上皇）
第三条　前条の規定により退位した天皇は、上皇とする。
２　上皇の敬称は、陛下とする。
３　上皇の身分に関する事項の登録、喪儀及び陵墓については天皇の例による。
４　上皇に関しては、前二項に規定する事項を除き、皇室典範（第二条、第二十八条第二項及び第三項並びに第三十条第二項を除く。）に定める事項については、皇族の例による。
（上皇后）
第四条　上皇の后は、上皇后とする。
２　上皇后に関しては、皇室典範に定める事項については、皇太后の例による。

### 昭和天皇
1989年（昭和64年）1月7日6時33分、吹上御所2階寝室で崩御した昭和天皇の大喪の礼は、同年（平成元年）2月24日に内閣の主催により行われた。
崩御当日の1月7日午前10時1分、掌典長東園基文が宮中三殿で新天皇の践祚を奉告すると同時に宮殿正殿松の間で「剣璽等承継の儀」が執り行われ、皇太子明仁親王が皇位を継承した。同日14時35分、内閣官房長官小渕恵三が新元号「平成」を発表。政府は天皇崩御の翌1月8日、国の儀式として「大喪の礼」を2月24日に新宿御苑で行うことを正式決定。大喪の礼に関する事務を主管する「大喪の礼委員会」が内閣に設置された。同日、遺骸を仮安置する櫬殿が吹上御所1階の居間に設置され、18時から遺骸をヒノキ製の内槽（内棺）に収める「御舟入の儀」が行われた。同日から1月19日の「殯宮移御の儀」まで連日、天皇、皇后、皇族、親族、側近奉仕者らが交代で霊柩に付き添う「槻殿伺候」が続けられた。1月9日11時、天皇、皇后は宮殿正殿松の間で「即位後朝見の儀」を執り行い、天皇はお言葉で「皆さんとともに日本国憲法を守り、これに従って責務を果たすことを誓い」と述べた。同日18時20分、内槽をひと回り大きい銅製の御棺（外棺）に密封する「斂棺の儀」が櫬殿で行われ、天皇、皇后、皇太后以下が大行天皇に最後の別れを告げる「御拝親訣」を行い、柩は密封された。
1月17日、武蔵陵墓地で日枝神社神職が奉仕し「陵所地鎮祭の儀」を挙行。1月19日夕刻、霊柩を槻殿から、大喪当日まで安置する殯宮（宮殿正殿松の間に設置）に遷座する「殯宮移御の儀」を実施。殯宮では大喪の礼当日まで連日、天皇、皇后、皇族、親族、側近奉仕者、各界代表らが昼夜交代で霊柩に付き添う「殯宮伺候」が続けられた。1月22～24日9時から17時まで、宮殿長和殿ベランダに遺影を掲げ、宮殿東庭で「殯宮一般拝礼」が行われた。拝礼者は一般参賀の要領で二重橋を渡って東庭に進み、遺影とその奥に位置する殯宮に黙礼して坂下門から退出した。1月25日、在京外交団による殯宮拝礼が行われた。1月31日、殯宮にて「追号奉告の儀」が行われ、大行天皇は「昭和天皇」と諡（おくりな）された。
2月23日、陵所が竣功し、武蔵陵墓地で「陵所祓除の儀」を、同日夕刻には、霊代を向こう1年間奉安する権殿（宮殿表御座所芳菊の間に設置）にて「霊代奉安の儀」を行った。2月21日～23日、天皇、皇后は赤坂御所で、大喪の礼に参列する海外からの弔問賓客を複数回の会見、お茶、晩餐などで接遇した（21日：フィンランド大統領夫妻、22日：ドイツ連邦共和国大統領夫妻など9組、22日：ベルギー国王ベルギー国王王妃など27組）。
「大喪の礼」当日の2月24日は殯宮にて「斂葬当日殯宮祭の儀」を挙行。夜に開始していた明治・大正の大喪と異なり、午前からの開始となった。9時35分霊柩を載せた轜車（ニッサンプリンスロイヤル2号車を寝台車に改造）を中心として組まれた葬列（車30台、サイドカー30台の車列、全長約800m）が、宮内庁楽部による雅楽『宗明楽』と陸上自衛隊第1特科連隊による21発の弔砲に送られて、宮殿長和殿南車寄を出発した。出発前には、皇室の儀式「大喪儀」である「斂葬の儀」の一部である「轜車発引の儀」が執り行われ、出発をもって国家儀式である「大喪の礼」が開式された。
葬列は葬送曲『哀の極』が奏楽される中、沿道に集まった約20万人の市民の間を進んだ。二重橋、皇居外苑、桜田門を通り、国会議事堂正門前、憲政記念館前、三宅坂、赤坂見附、青山一丁目、外苑前、南青山三丁目、神宮前三丁目、仙寿院、東京体育館、外苑橋第二、大京町を経て、新宿御苑の葬場総門まで到着した。途中、青山通りで若年の新左翼過激派の男2人が「天皇制反対」を唱えて車列に突入したが、即刻警備員に補導された。葬場に到着後、霊柩は轜車から葱華輦に遷座され、鈍色の衣冠単という古式装束を着けた皇宮護衛官が駕輿丁として担ぐ徒歩列が組まれた。徒歩列は雅楽が奏される中、白木造りの葬場殿に入り、霊輦（れいれん。霊柩が納められた葱華輦）が安置された。
ここで、幔門（まんもん。門に見立てた黒一色の幔幕）が閉じられて鳥居などが設置され、国家儀式である「大喪の礼」から皇室儀式である「大喪儀」が執り行われ、「斂葬の儀」のうち「葬場殿の儀」が執り行われることとなった。「葬場殿の儀」では、奠饌幣（てんせんぺい。幣帛を奉じる神道儀礼）や、天皇の拝礼と「御誄（おんるい）」奏上、皇后、皇太后名代を始めとする皇族や親族、側近奉仕者の拝礼が厳かに営まれた。
「葬場殿の儀」が営まれた後、幔門は再び閉じられて鳥居等が外され、内閣官房長官の小渕恵三（竹下改造内閣）が「大喪の礼御式を挙行いたします」と開式を告げ、国家儀式である「大喪の礼」が開始された。次いで、天皇・皇后が葬場殿前に進み、正午から1分間の黙祷が行われた。黙祷の後、内閣総理大臣竹下登、衆議院議長原健三郎、参議院議長土屋義彦、最高裁判所長官矢口洪一の三権の長が拝礼の上で弔辞を述べ、参列した諸外国元首・弔問使節の拝礼、参列者の一斉拝礼が行われ、葬場殿における「大喪の礼」は終了した。
その後、13時40分から再びニッサンプリンスロイヤルの轜車を中心とする葬列を組み、大京町、四谷四丁目、新宿御苑駅前、新宿三丁目、新宿四丁目、新宿駅南口、西参道口、初台、首都高速4号新宿線初台出入口、高井戸インターチェンジ、中央自動車道調布インターチェンジ、稲城インターチェンジ、国立府中インターチェンジ、八王子インターチェンジ、稲荷坂南、川口川橋、浅川橋、八幡町、本郷横丁、追分町、千人町、並木町、多摩御陵入口、南浅川橋、御陵参道を経て、15時15分、武蔵陵墓地総門に到着。途中、調布市の中央自動車道脇にあるのり面が葬列通過予定時刻30分前の13時54分、突然爆発。大量の土砂が高速道路路面を塞いだ。首謀者は「大喪の礼爆砕」を掲げていた過激派の革労協狭間派だった。
葬列は武蔵陵墓地総門から再び徒歩列が組まれ、天皇、皇后以下皇族も表参道・新参道を陵所まで歩いた。陵所では皇室儀式としての「陵所の儀」が営まれ、霊柩が陵の玄宮に安置した石槨に納められた。2月25日、宮殿表御座所芳菊の間で「斂葬後一日権殿祭の儀・権殿五十日祭の儀」が、武蔵野陵で「斂葬後一日山陵祭の儀・山陵五十日祭の儀」が行われた。
2月25～27日、天皇、皇后は宮殿で、大喪の礼に参列した海外からの弔問賓客65組を複数回の会見、引見で接遇した。2月27日、昭和天皇陵は「武蔵野陵」と命名。石槨に納める陵誌は礼宮文仁親王の染筆。武蔵野陵は2月28日から3月28日まで一般公開され、3月2日、宮殿表御座所萩の間で、天皇が御帳台から山陵に向かって先帝を偲ぶ「倚廬殿（いろでん）の儀」が行われた。
1990年（平成2年）1月7日、宮殿表御座所芳菊の間にて「権殿一周年祭の儀」、武蔵野陵にて「山陵一周年祭の儀」、宮中三殿にて「皇霊殿奉告の儀」「皇霊殿親祭の儀」、1月8日、宮中三殿にて「一周年祭後一日大祓の儀」、1月9日、赤坂御所（御羽車発進時刻に天皇、皇后が遙拝）と宮中三殿にて「霊代奉遷の儀」がそれぞれ行われ、昭和天皇の御霊を権殿から宮中三殿の皇霊殿に奉遷・合祀し、1年間にわたる殯の儀式は幕を閉じた。
皇太后名代は常陸宮正仁親王妃華子。
大喪の礼委員会委員長は内閣総理大臣竹下登、副委員長は内閣官房長官小渕恵三、祭官長は永積寅彦、祭官副長は島津忠廣。

「大喪の礼」の当日は公休日となった（平成元年法律第4号「昭和天皇の大喪の礼の行われる日を休日とする法律」）。なお、都心は雨天であった。各地では弔旗・半旗が掲揚されたほか、全国のテレビ・ラジオ放送（NHK教育テレビ・NHK衛星第1テレビ・NHKラジオ第2を除く）も報道特別番組が編成され、民間企業のCMは自粛され、公共広告機構（現：ACジャパン）のCMに差し替えられた。また、多くの公共施設が休館となり、多くのデパート・映画館なども休業した。フジテレビのドキュメンタリー番組『世界が日本を見つめた日』では、当日の報道特集を放送した。この日の全日帯での総世帯視聴率（HUD）は、あさま山荘事件で強行突入が行われた1972年2月28日に匹敵する62.8%に達した。

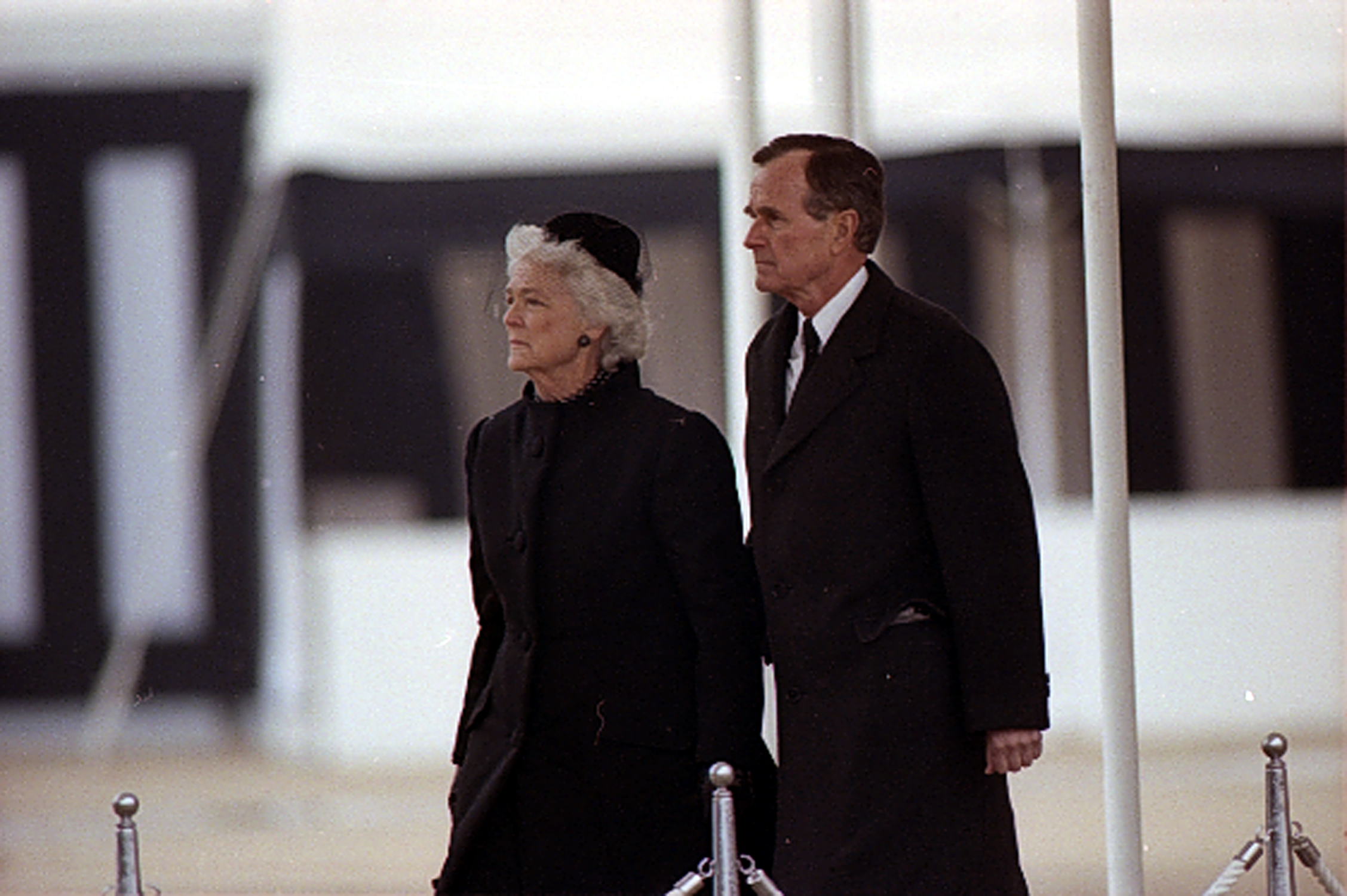
参列した米国大統領ジョージ・H・W・ブッシュ夫妻

「大喪の礼」には、世界各国から国家元首・使節・大使等、164か国（EC委員会を含む）・27機関の700人に及ぶ要人が参列し、弔問外交も行われた。また国内からは、皇族、三権の長とその配偶者、国会議員（衆議院議員及び参議院議員）とその配偶者、幹部公務員、都道府県知事、各界の代表者等が参列した（参列者の範囲は平成元年内閣告示第4号『昭和天皇の大喪の礼の細目に関する件』による）。

#### 主な国・地域、国際機関からの参列者
国旗は1989年当時のもの。また、諸外国及び国際機関の代表参列者の一覧は『外交青書』（1989年版）に掲載されている。世界中の王室が参列したが、オランダ王室だけは欠席した。当時は中東地域やアフガニスタン、カンボジアを巡る情勢が緊迫化していたこともあり、これらの地域の弔問外交が活発に行われた。
| アラブ首長国連邦 ムハンマド・ビン・ラーシド・アール・マクトゥーム殿下 ラーシド外務担当国務大臣 アル・マカーミ大使                                                                                | 南イエメン モサンナー通信・運輸大臣 ハイサム外務省儀典次長                                                             | イスラエル ハイム・ヘルツォーグ大統領                                                           | イラク ターハー・ムヒーウッディーン・マアルーフ副大統領 ザハウィ上級外務次官 アル・リファーイ大使及び夫人              |
| イラン ミールサリーム副大統領 ハランディ国会議員（農業委員長） アデリ大使及び夫人 | インド ラーマスワーミ・ ヴェンカタラマン大統領                                                                         | インドネシア スハルト大統領                                                                     | オマーン スワイニ国王代理殿下                                                                                          |
| 韓国 姜英勲国務総理 申東元外務次官 李源京大使 | 民主カンボジア連合政府 · ノロドム・ラナリット王子                                                                      | クウェート オサイミ外務担当国務大臣 レズーキ外務省国際機関局長代行 アル・シャーリフ大使及び夫人 | サウジアラビア アブドゥラアジズ皇太子                                                                                  |
| シンガポール リー・クアンユー（李光耀）首相 | スリランカ ジュニウス・リチャード・ジャヤワルダナ前大統領                                                              | タイ ワチラーロンコーン皇太子 チャートチャーイ・チュンハワン首相                                | 中国 銭其琛国家主席特使(外相) 徐敦信外交部アジア司長 楊振亜大使                                                        |
| トルコ トゥルグト・オザル首相 | ネパール ギャネンドラ・ビール・ビクラム・シャハ王子                                                                    | パキスタン ベーナズィール・ブットー首相                                                         | バーレーン アリ殿下（首長名代）                                                                                        |
| バングラデシュ フセイン・モハンマド・エルシャド大統領 | フィリピン コラソン・アキノ大統領                                                                                      | ブータン ジグミ・シンゲ・ワンチュク国王 ツェリン外務大臣 レト大使                               | ブルネイ ハサナル・ボルキア国王                                                                                        |
| ベトナム · ダオ国家評議会副議長兼国会議長 | モルディブ マウムーン・アブドル・ガユーム大統領                                                                        | ヨルダン フセイン1世国王 ザイド・ビン・シャーケル殿下（王宮長官） マダーダハ大使及び夫人        | EC委員会 アンドリーセン副委員長 ワインマーレン副委員長付官房長 ファン・アフト大使                                      |
| バチカン（ローマ教皇庁） オッディ枢機卿 カルー大使 | スペイン フアン・カルロス1世国王 ソフィア王妃 サパテロ国会関係首相府官房担当大臣 バルシア大使                          | スウェーデン · カール16世グスタフ国王 · シルヴィア王妃 · フェルト大蔵大臣 · ヘイマン大使        | オランダ ファン・デン・ブルック外務大臣 ポストゥムス・メイエス大使及び夫人                                             |
| ベルギー ボードゥアン1世国王 アラゴン王妃 ティンデマンス外務大臣 | デンマーク · ヘンリク王配 · シモンセン大蔵大臣 · アナセン大使                                                          | リヒテンシュタイン ハンス・アダム皇太子                                                         | ノルウェー · ハーラル皇太子                                                                                            |
| ルクセンブルク ジャン大公 | ハンガリー · ブルーノ・シュトラウブ国民議会幹部会議長                                                                  | イギリス エディンバラ公フィリップ ジェフリー・ハウ外務・英連邦大臣                              | フランス フランソワ・ミッテラン大統領 ローラン・デュマ外務大臣 ドゥコー外務大臣付仏語圏国際文化交流担当大臣 ドラン大使 |
| フィンランド · マウノ・コイヴィスト大統領 | ドイツ連邦共和国 リヒャルト・フォン・ヴァイツゼッカー大統領 ゲンシャー副首相兼外務大臣 ブレヒ大統領府長官 ハリーヤ大使 | ドイツ民主共和国 ゲルラッハ国家評議会副議長 ニーア外務次官 シュミット大使                       | アイスランド ヴィグディス・フィンボガドゥティル大統領                                                                  |
| アイルランド パトリック・ヒラリー大統領 | イタリア フランチェスコ・コッシガ大統領                                                                                | ポルトガル マリオ・ソアレス大統領                                                               | ソビエト連邦 アナトリー・ルキヤノフ最高会議幹部会第一副議長                                                            |
| ポーランド人民共和国 バルチコフスキ国家評議会副議長 | ルーマニア社会主義共和国 マネスク国家評議会副議長                                                                      | モナコ アルベール皇太子                                                                         | アルバニア パパヨルギ大使                                                                                              |
| エジプト · ホスニー・ムバーラク大統領 · ブトロス・ガーリ外務担当国務大臣 · エルメニアウィ大使及び夫人                                                                                            | ケニア · ダニエル・アラップ・モイ大統領                                                                                | ナイジェリア イブラヒム・ババンギダ大統領                                                       | トーゴ ニャシンベ・エヤデマ大統領                                                                                      |
| ザイール モブツ・セセ・セコ大統領 | ザンビア ケネス・カウンダ大統領                                                                                        | ガンビア ダウダ・ジャワラ大統領                                                                 | ブルンジ ピエール・ブヨヤ大統領                                                                                        |
| 南アフリカ共和国 クーン総領事 | アンゴラ ヴァン・ドゥーネン外務大臣 ハレー外務省アジア・太洋州局長                                                     | アルジェリア ビタット国民議会議長 ベントゥーネ国民議会議員 ゼルーニ大使                         | モロッコ シディ・モハメッド皇太子                                                                                      |
| アメリカ合衆国 ジョージ・H・W・ブッシュ大統領 バーバラ大統領夫人 ジェイムズ・ベイカー国務長官 スヌヌ首席補佐官 ブレント・スコウクロフト国家安全保障問題担当大統領補佐官 アンダーソン臨時代理大使 | カナダ ソヴェー総督 | キューバ · フェルナンデス閣僚会議副議長兼教育大臣                                               | ブラジル ジョゼ・サルネイ大統領 ソドレー外務大臣 ツヅキ衛生大臣 ブエノ大使                                             |
| アルゼンチン マルティネス副大統領 デ・ラ・グァルディア政策担当外務次官補 ロス大使 | チリ · エラスリス外務大臣 · シルヴァ外務大臣秘書官 · ポンセ大使                                                        | オーストラリア ジョージ・ハイドン総督 ダフィー貿易交渉大臣 ミラー大使                           | ニュージーランド ポール・リーブス総督 マーシャル外務大臣兼太平洋島嶼国問題大臣 ゲイツ大使                              |
| トンガ タウファアハウ・ツポウ4世国王 | フィジー ペナイア・ガニラウ大統領 コロヴァヴァラ侍従武官 ウォーカー大使                                                | 西サモア マリエトア・タヌマフィリ2世大首長                                                      | マーシャル諸島 キジナー外務大臣                                                                                        |
| 国際連合 ハビエル・ペレス・デ・クエヤル事務総長 明石康事務次長 | アジア開発銀行 藤岡眞佐夫総裁                                                                                          | 国際連合 食糧農業機関 プーリ・アジア太平洋地域事務所長（事務局長補）                            | 関税および貿易に関する一般協定 ダンケル事務局長                                                                        |
| 国際連合 国際復興開発銀行 コナブル総裁 | 赤十字国際委員会 キュング東アジア地域首席代表                                                                          | 米州開発銀行 デ・アンドレア理事（ペルー、コロンビア担当）                                       | 国際農業開発基金 ブラウン副総裁                                                                                        |
| 国際労働機関 中村事務局長補 | 国際連合 国際通貨基金 カムドゥシュ専務理事                                                                             | 国際連合 国際電気通信連合 ジプゲップ事務総局次長                                                | 経済協力開発機構 ペイユ事務総長                                                                                        |
| 国際連合 開発計画 ドレーパー事務局長 | 教育科学文化機関（ユネスコ） ヤケール事務局長付特別顧問                                                                | 国際連合 工業開発機関 シアソン事務局長                                                          | 世界保健機関 中嶋宏事務局長                                                                                            |
| 世界気象機関 ホー・アジア南西太平洋地域担当部長 | 国際連合 大学 グルグリーノ学長                                                                                         |                                                                                                 | |